# The Sunday Times
The Sunday Times este un ziar britanic înființat în anul 1821 sub numele de The New Observer. Din anul 1822, numele ziarului devine The Sunday Times. În anul 1959, ziarul este cumpărat de Roy Thompson, care a cumpărat și ziarul The Times în 1966. Din anul 1981, ambele ziare intră în posesia companiei media News Corporation, în urma unei tranzacții în valoare de 28 milioane dolari.
În luna aprilie 2008, tirajul ziarului era de 1.202.235 exemplare.